# 100% Loup
Pour plus de détails, voir Fiche technique et Distribution.
100% Loup (100% Wolf) est un film d'animation australien réalisé par Alexs Stadermann, produit par Alexia Gates-Foale et Barbara Stephen et sorti en 2020,,. Il est adapté du roman du même nom de Jayne Lyons paru en 2009. L'adaptation française a été produite par Studio 100 et la direction artistique supervisée par Tristan Moreau.

## Synopsis
La famille de Freddy Lupin se transforme en Loup garou les soirs de pleine lune et patrouille la ville la nuit pour aider la population en secret et rejeter au loin les chiens errants. Mais un jour, le père de Freddy disparaît au retour d'une patrouille, surpris par un humain. Quelques années plus tard, le jour de son 14e anniversaire, Freddy s'apprête à se transformer lui aussi, mais cela ne se passe pas comme prévu. En effet, il se métamorphose en caniche rose! Et pour couronner le tout, son oncle veut en profiter pour se débarrasser de lui afin de prendre définitivement la tête de la famille Lupin. Freddy devra apprendre à collaborer avec les chiens errants qu'il méprise tant pour retrouver sa place.

## Distribution
- Ilai Swindells : Freddy Lupin ;
- Jerra Wright Smith : Freddy Lupin (jeune) ;
- Magda Szubanski : Mme Mutton ;
- Rhys Darby : Foxwell Cripp ;
- Akmal Saleh : Hamish ;
- Samara Weaving : Batty ;
- Jai Courtney : Flasheart ;
- Jane Lynch : The Commander ;
- Rupert Degas : Hotspur ;
- Loren Gray : Sarah Harper ;
- Michael Bourchier : Lord Hightail ;
- Kate Hall : Lady Hightail ;
- Adriane Daff : Harriet ;
- Liam Graham : Chariot ;
- Alexs Stadermann : Cerberus ;
- Jenna Suffern : Dolph ;
- James Marsh : Stu the Dogcatcher ;
- Cam Ralph : Steve the Dogcatcher ;
- Jessica Window : Street Hawker Dog.

## Adaptation
Une série télévisée de 26 épisodes, intitulée 100% Loup: La Légende de la pierre de lune et produite pas Studio 100 sous la direction de Damien Locqueneux, est diffusée depuis le 27 décembre 2020 avec les voix de :
- Damien Locqueneux : Freddy Lupin ;
- Nathalie Van Tongelen : Batty ;
- Tamara Payne : Lady Hightail ;
- Tristan Moreau : Hamish ;
- Matthieu Meunier : Flasheart ;
- Philippe Peters : Hotspur ;
- Céline Degeyter : Twitchy ;
- Daphné Huynh : Harriet.

## Liens extérieurs
- Site officiel
- Ressources relatives à l'audiovisuel :   - AllMovie
  - Allociné
  - Centre national du cinéma et de l'image animée
  - Cinematografo.it
  - IMDb
  - LUMIERE
  - Movie Review Query Engine
  - OFDb
  - Rotten Tomatoes
  - The Movie Database
- Ressource relative à plusieurs domaines :   - Metacritic